# 大倉沙斗子
大倉沙斗子（おおくら さとこ、1981年11月23日 - ）は、日本のシンガーソングライター。

## 人物・来歴
- 愛称はぴーちゃん。
- 静岡県牧之原市出身
- 2000年に専門学校東京ミュージック&メディアアーツ尚美に入学。
- 2003年にGTPを結成した。